# Anarchaea raveni
Espèce
Anarchaea raveni est une espèce d'araignées aranéomorphes de la famille des Malkaridae.

## Distribution
Cette espèce est endémique du Queensland en Australie.

## Publication originale
- Rix, 2006 : Systematics of the Australasian spider family Pararchaeidae (Arachnida: Araneae). Invertebrate Systematics, vol. 20, no 2, p. 203-254.